# 阿列克谢·亚历山德罗维奇·库兹涅佐夫
阿列克谢·亚历山德罗维奇·库兹涅佐夫（俄语：Алексей Александрович Кузнецов，1905年2月20日—1950年10月1日）是列宁格勒地区委员会第一书记、苏联列宁格勒市委第二书记、全联盟共产党（布尔什维克）中央组织局委员，1949年因为列宁格勒案件遭到逮捕。1950年被判处死刑。1954年平反。

## 荣誉
- 2枚列宁勋章
- 红旗勋章（1944年7月29日）[2]
- 一级库图佐夫勋章（1944年2月21日）[3]
- 一级卫国战争勋章[4]